# Szojuz TMA–19M
Szojuz TMA–19M a Szojuz TMA–M orosz háromszemélyes szállító/mentőűrhajó űrrepülése 2015-ben a Nemzetközi Űrállomáshoz. Ez a Szojuz típus 128. repülése 1967-es első startja óta. A Szojuz TMA–19M űrhajó az orosz parancsnok mellett egy amerikai és egy brit űrhajóssal a fedélzetén indult a kazahsztáni Bajkonuri űrrepülőtérről a Nemzetközi Űrállomásra (ISS). Ott a három új űrhajós csatlakozott az űrállomás három főből álló személyzetéhez, immár a 46. állandó legénység tagjaiként. Az űrhajó az indítás után kb. hat órával dokkolt az űrállomáshoz, majd a három űrhajós megkezdte féléves munkáját.

## Küldetés

### Indítás

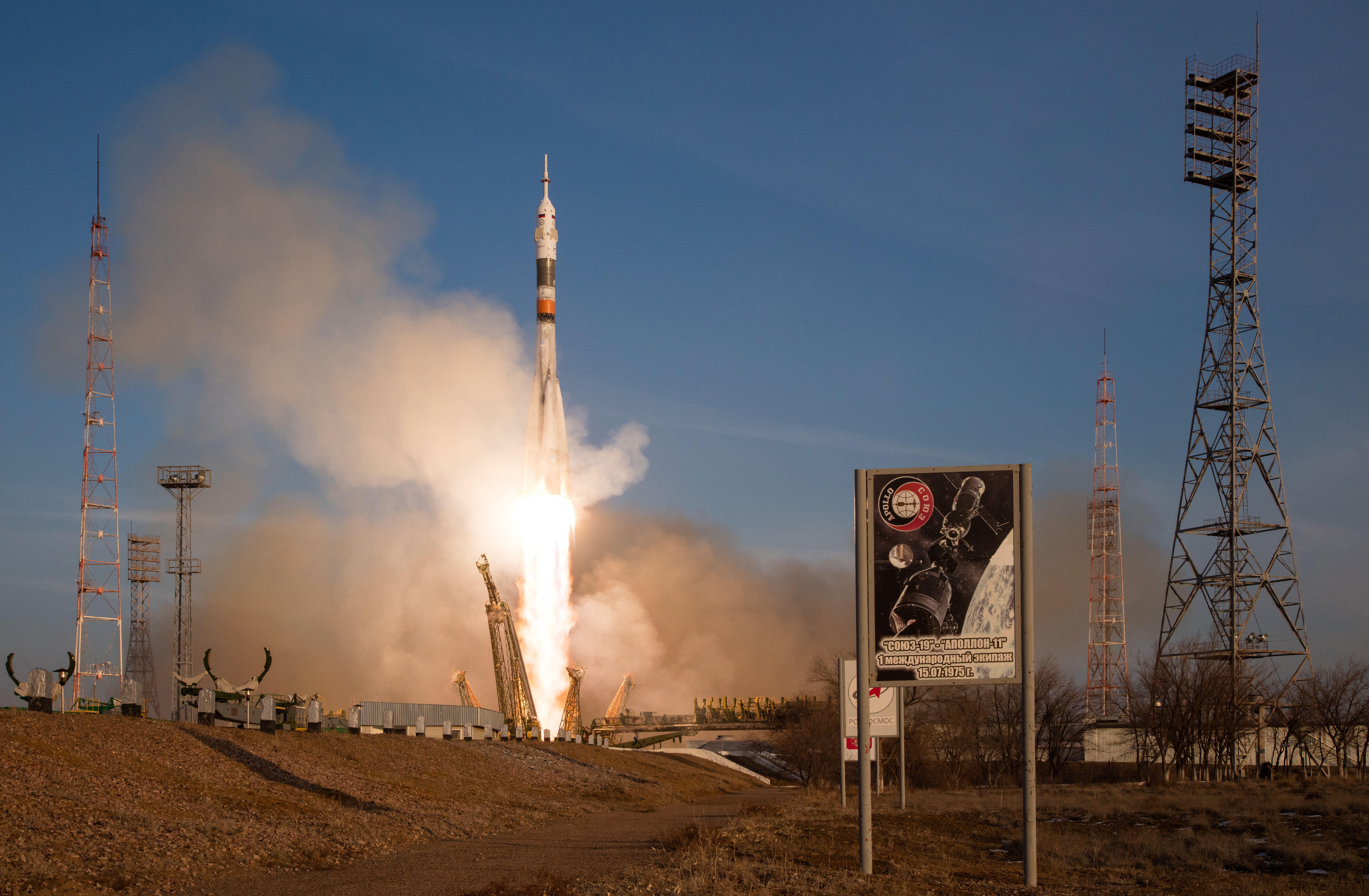
A Szojuz TMA–19M űrhajó kilövése a Nemzetközi Űrállomáshoz 2015. december 15-én

A küldetés startja 2015. december 15-én, magyar idő szerint 12 óra 3 perckor a kazahsztáni bajkonuri űrrepülőtér 1-es indítóállásából sikeresen megtörtént. A űrállomáshoz az utóbbi időben már rendszeresen végrehajtott „gyorsmegoldással”, hat óra alatt (4 keringés) jutottak el. Az indítás során a rakéták 8 perc 48 másodpercig üzemeltek, ezzel egy 200–242 km magasságú pályát értek el, majd több alkalommal elvégzett hajtóműindítással érték el az űrállomás 400 km-es pályamagasságát.

### Dokkolás
A dokkolás az utóbbi időben megszokott gyorsított, négy Föld körüli keringés, 6 óra 30 perc repülési idő után történt meg. Maga a művelet azonban szokatlanra sikeredett, mivel a Kursz navigációs berendezés hibája miatt a megszokott automatikus dokkolás helyett Jurij Malencsenko parancsnoknak manuálisan kellett az űrhajót a Nemzetközi Űrállomás (ISS) Rasszvet moduljához kapcsolnia. Ez mindössze 10 perces késlekedést okozott, így magyar idő szerint 2015. december 15-én 18 óra 33 perckor megtörtént az összekapcsolódás. A zsilipelési művelet 2 óra 25 percig tartott, így a három űrhajós magyar idő szerint 20 óra 58 perckor kezdte meg az átszállást az űrállomásra.

### Visszatérés
Az űrhajó 2016. június 18-án, 185 nap után levált az űrállomás Rasszvet moduljáról és 3 óra 23 perc visszatérési időt követően Kazahsztán területén ért földet.

## Érdekességek
Malencsenko már korábban öt különböző alkalommal repült, a mostani hatodikkal együtt 827,4 napra növelte az űrben töltött összes idejét. Ezzel a világranglista második helyére jött fel, egyedül Gennagyij Padalka gyűjtött többet (öt repülés során összesen 878,5 napot). Kopra is járt már egyszer az ISS-en, így a neve mellett 244 nap áll. Peake újonc volt, így értelemszerűen 186 napot gyűjtött.
Az űrállomáson (ISS) töltött idő alatt a három űrhajós kivette részét két orosz Progressz, valamint egy-egy amerikai Dragon és Cygnus teherűrhajó érkezésével kapcsolatos munkákból. Kopra két űrsétán vett részt, egy perc híján 8 óra időben. Peake és Melencsenko egy-egy űrsétát végzett. Emellett szokás szerint részt vettek számtalan tudományos kísérletben, például a Bigelow Aerospace felfújható kísérleti modulja (BEAM) elhelyezésében, valamint oktatási és ismeretterjesztő munkát is végeztek.
Az Európai Űrügynökség (ESA) űrhajósa, Tim Peake kutatási programja Principia név alatt fut. Ő lett az első brit, aki hosszabb időt töltött az ISS fedélzetén. A Principia elnevezés Isaac Newton fő művére (Philosophiae Naturalis Principia Mathematica) utal, amelyben a tudós közzétette nevezetes mozgástörvényeit és a tömegvonzás törvényét. A programban több mint 30 különböző tudományos kísérletet végeznek el a súlytalanság körülményei között. 
Peake, akinek eredeti foglalkozása katonai helikopterpilóta, számos további kísérlet végrehajtásában is segédkezik majd, és részt vesz az űrállomás fenntartását, üzemeltetését jelentő munkákban. Fontos feladata lesz emellett az oktatás, ismeretterjesztés, az űrtevékenység, és általában a természettudományos, műszaki pályák népszerűsítése, különösen a legfiatalabbak körében. A Principia már az ESA nyolcadik hosszú időtartamú kutatási programja az űrállomás fedélzetén.
A Principia program jelvényének tervezésre a BBC közreműködésével diákpályázatot írtak ki, amire több mint 3000 munka érkezett. A részben „Newton almájára”, részben az egészséges életmódra is utaló győztes pályázatot egy 13 éves diák (Troy) nyerte meg.

## Személyzet
| pozíció            | űrhajós                                                     |
| ------------------ | ----------------------------------------------------------- |
| parancsnok         | Jurij Malencsenko, RKA 46. alaplegénység hatodik űrrepülése |
| fedélzeti mérnök 1 | Timothy Peake, ESA 46. alaplegénység első űrrepülése        |
| fedélzeti mérnök 2 | Timothy Kopra, NASA 46. alaplegénység második űrrepülése    |

### Tartalék személyzet
| pozíció            | űrhajós                 |
| ------------------ | ----------------------- |
| parancsnok         | Anatolij Ivanyisin, RKA |
| fedélzeti mérnök 1 | Onisi Takuja, JAXA      |
| fedélzeti mérnök 2 | Kathleen Rubins, NASA   |

## Galéria

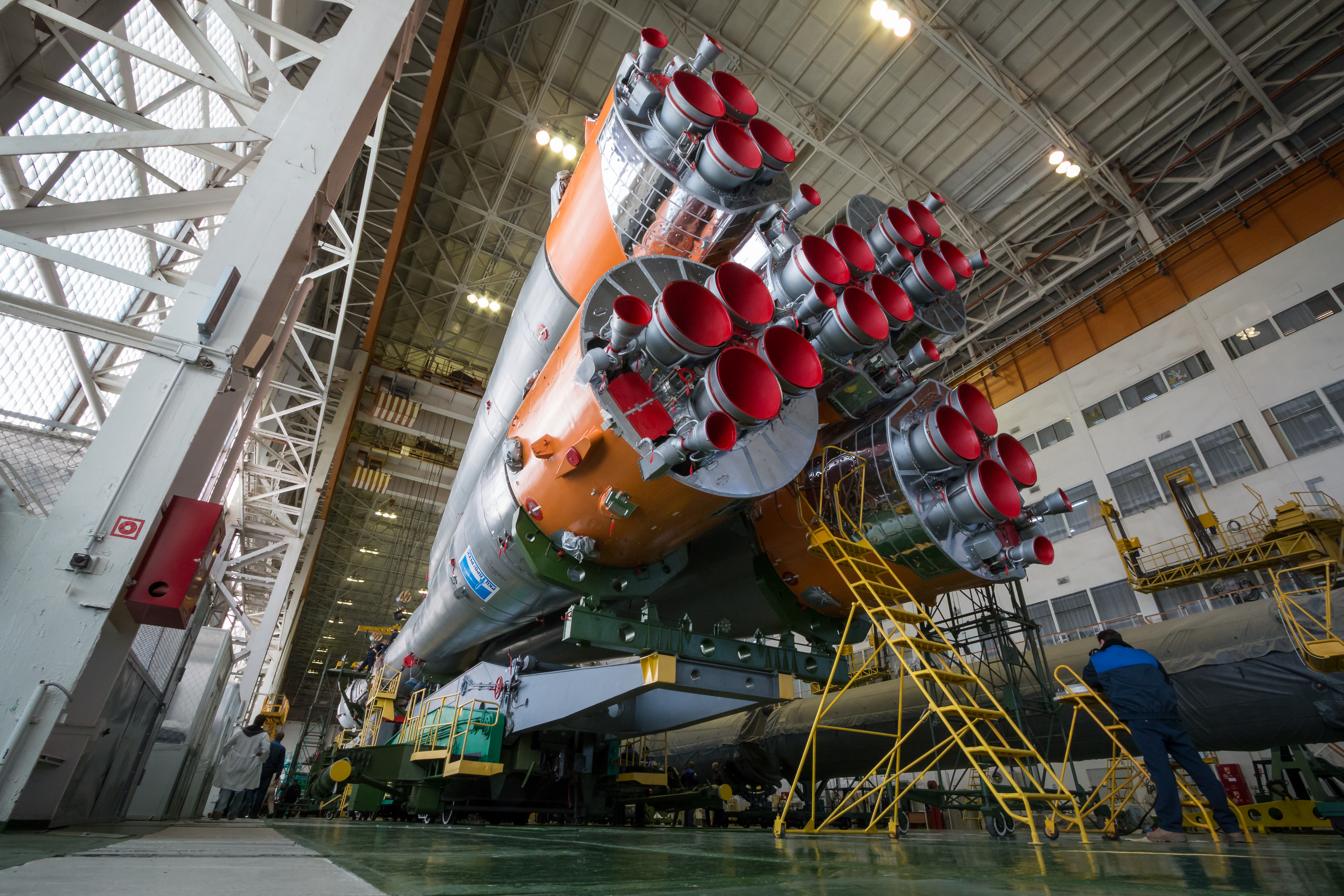
A Szojuz TMA–19M az összeszerelőcsarnokban 3 nappal a kilövése előtt, 2015. december 12-én.
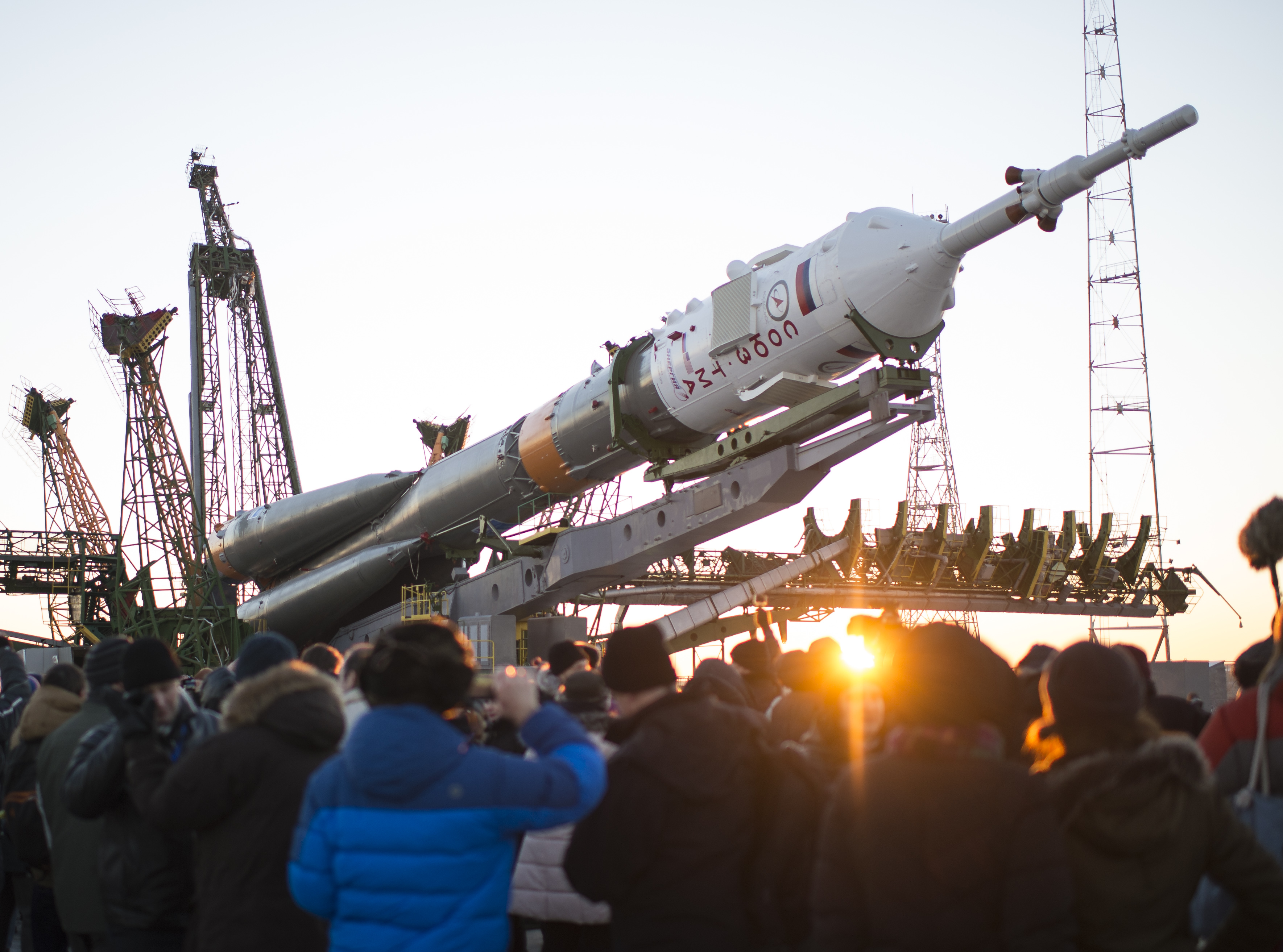
A Szojuz TMA–19M felállítása a Bajkonuri űrrepülőtér kilövőállásában, 2015. december 13-án.
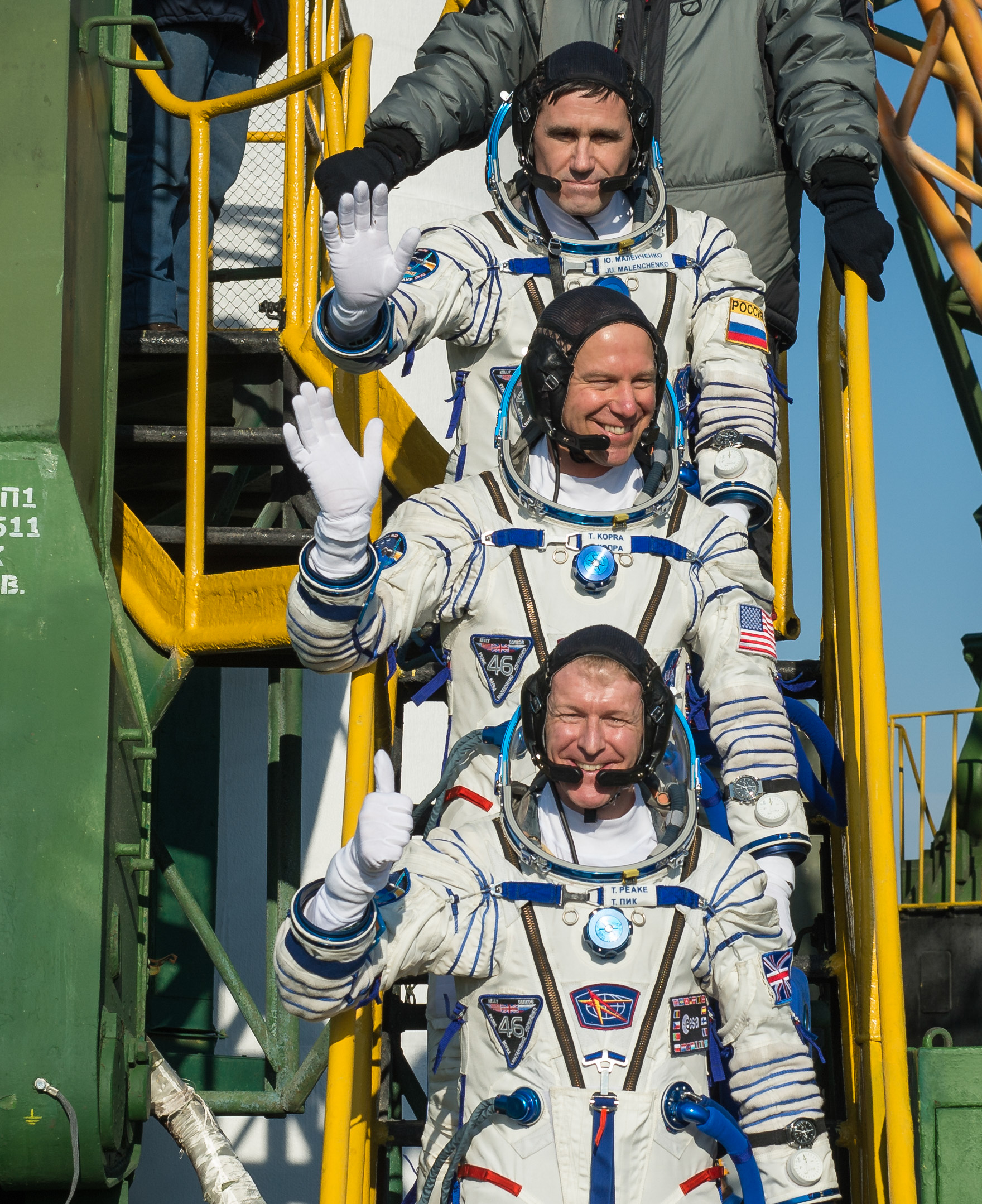
A Szojuz TMA–19M személyzetének kilövés előtti utolsó integetése 2015. december 13-án.
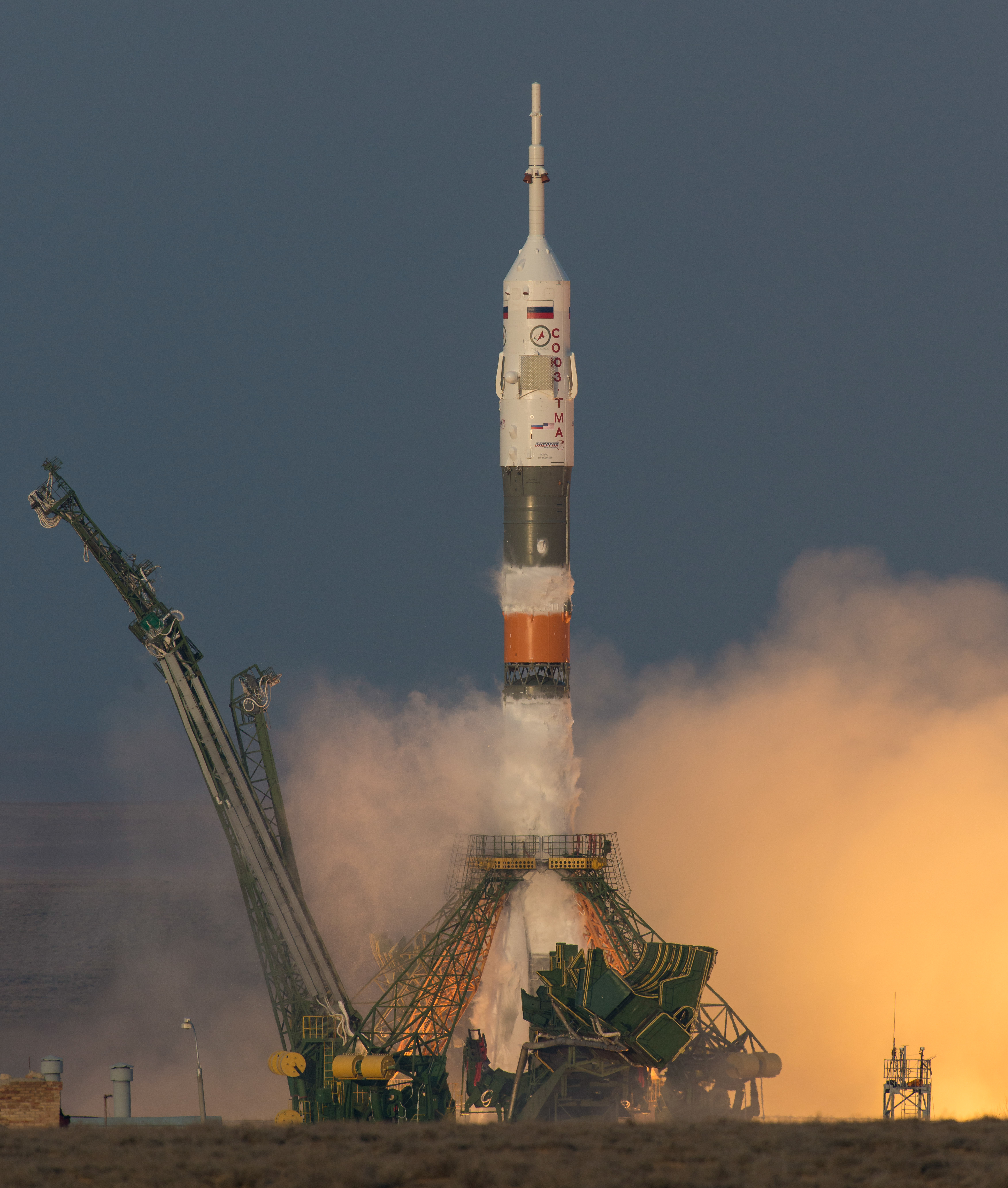
A Szojuz rakéta startja 2015. december 15-én a Bajkonuri űrrepülőtér történelmi, 1-es számú indítóállásán, ahonnan annak idején a Gagarint szállító űrhajó is startolt.
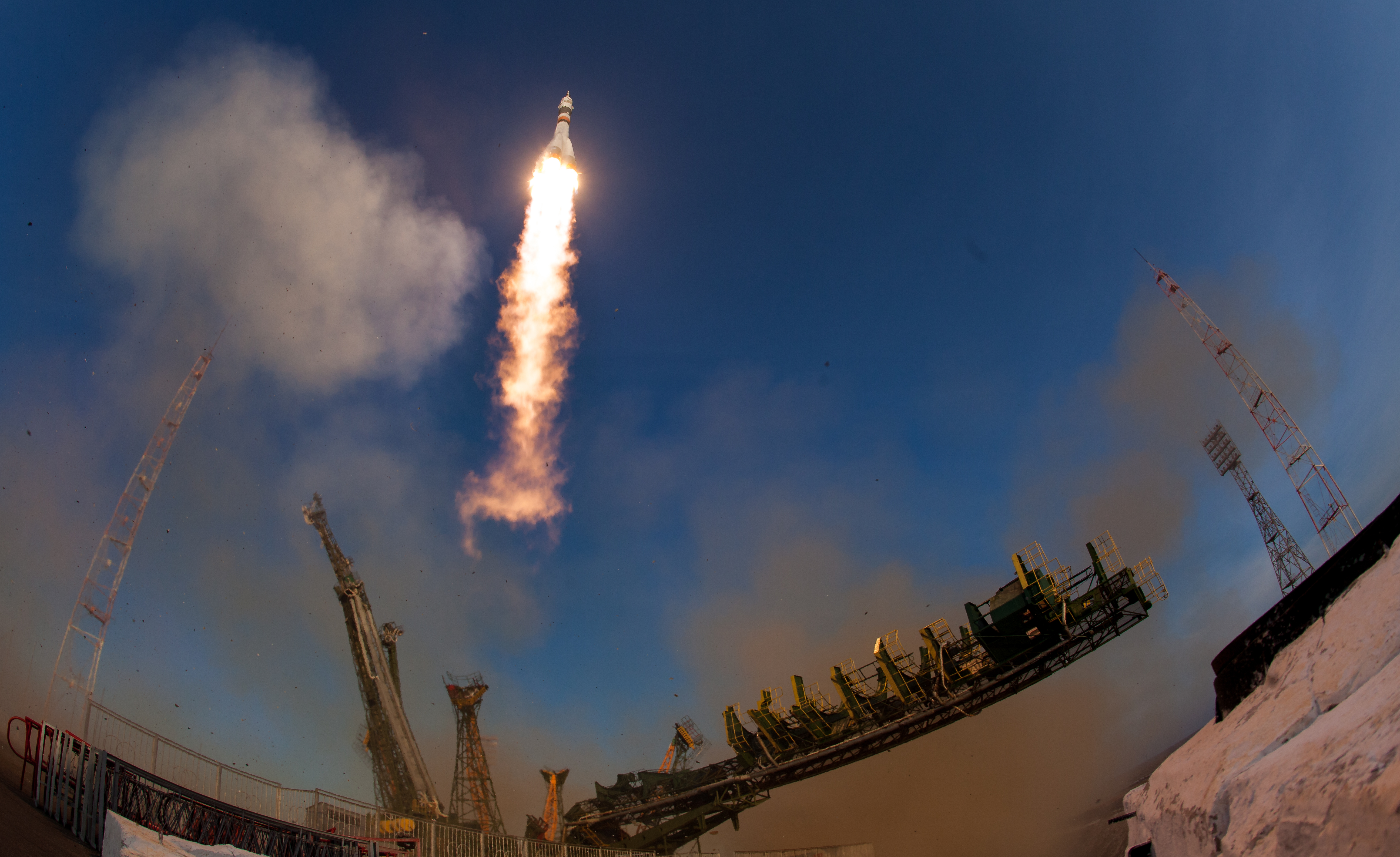
A Szojuz TMA–19M felemelkedés közben, közvetlenül a kilövése után 2015. december 13-án.
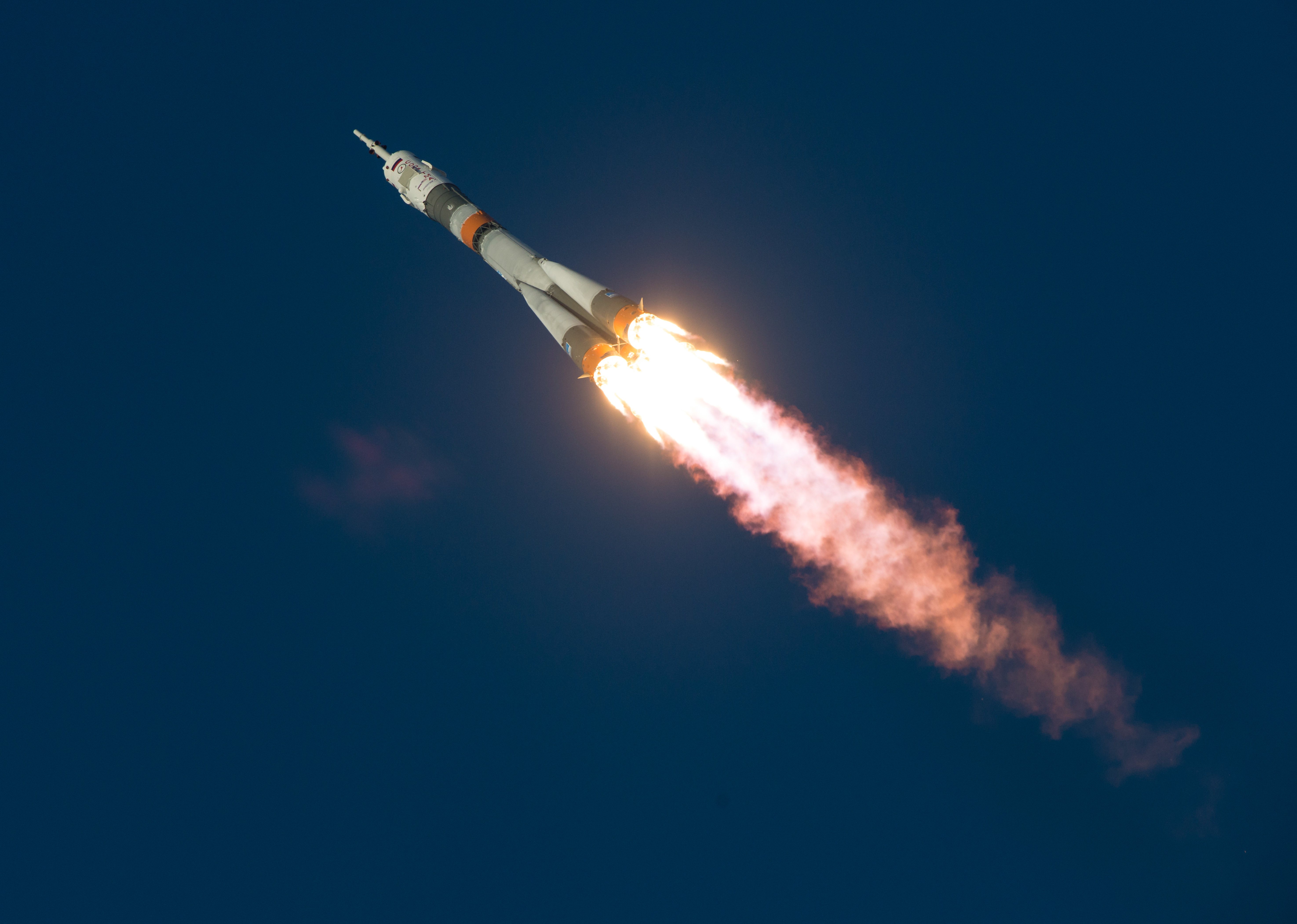
A Szojuz TMA–19M útban a Nemzetközi Űrállomás felé 2015. december 13-án.
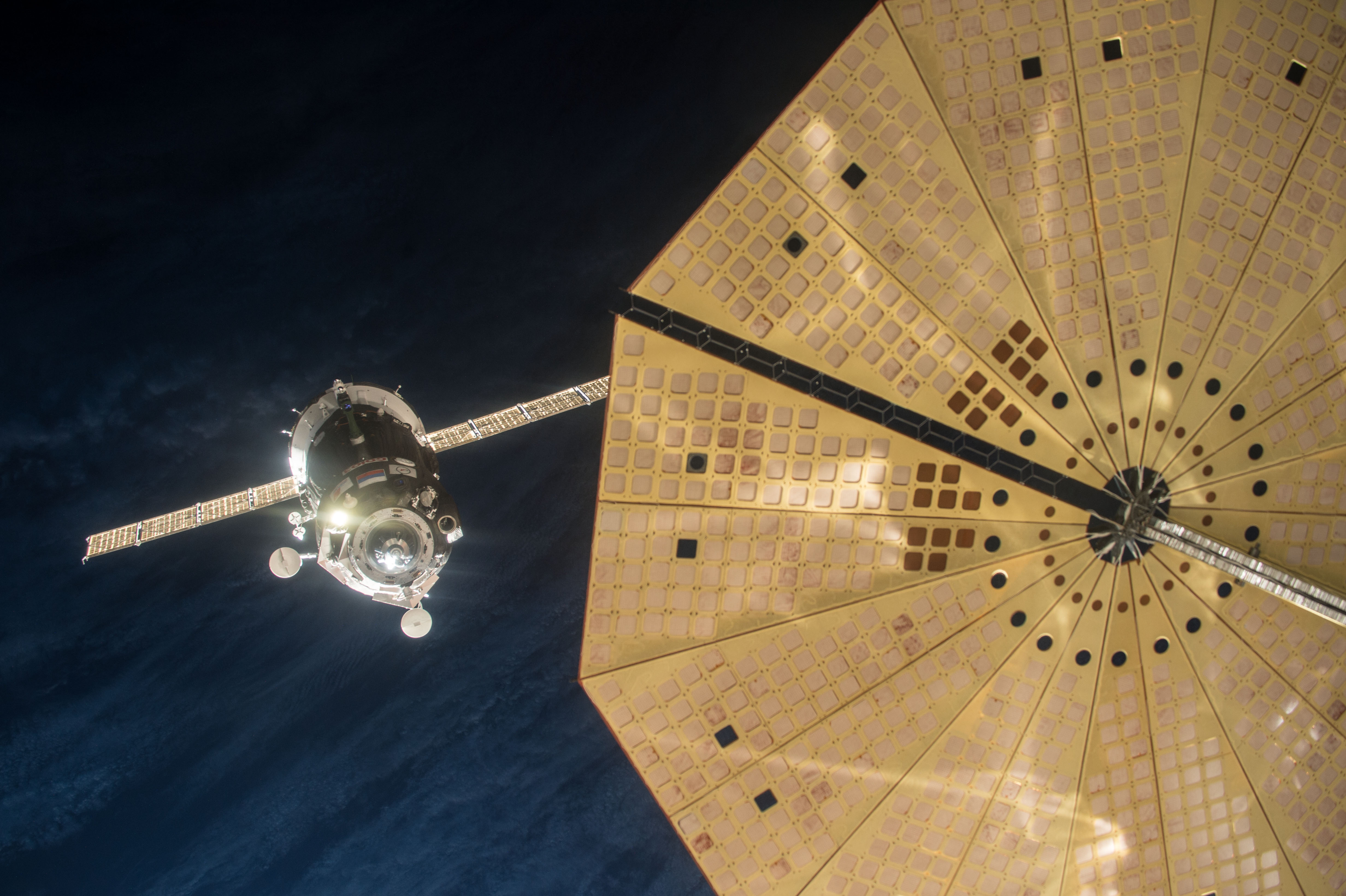
A Szojuz TMA–19M a Nemzetközi Űrállomás megközelítése közben.
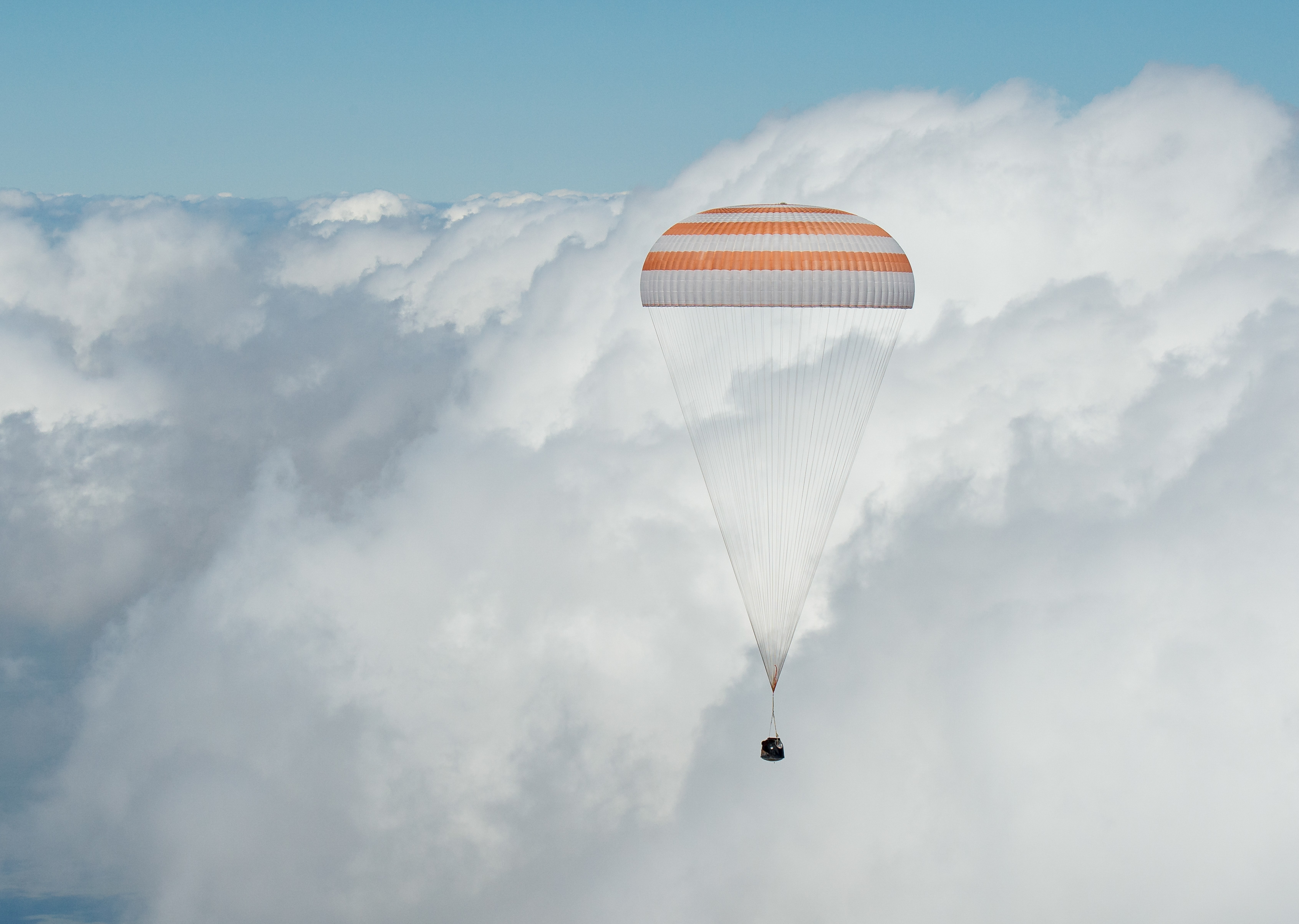
A Szojuz TMA–19M visszatérés közben a kiengedett fékezőernyőkkel 2016. június 18-án.
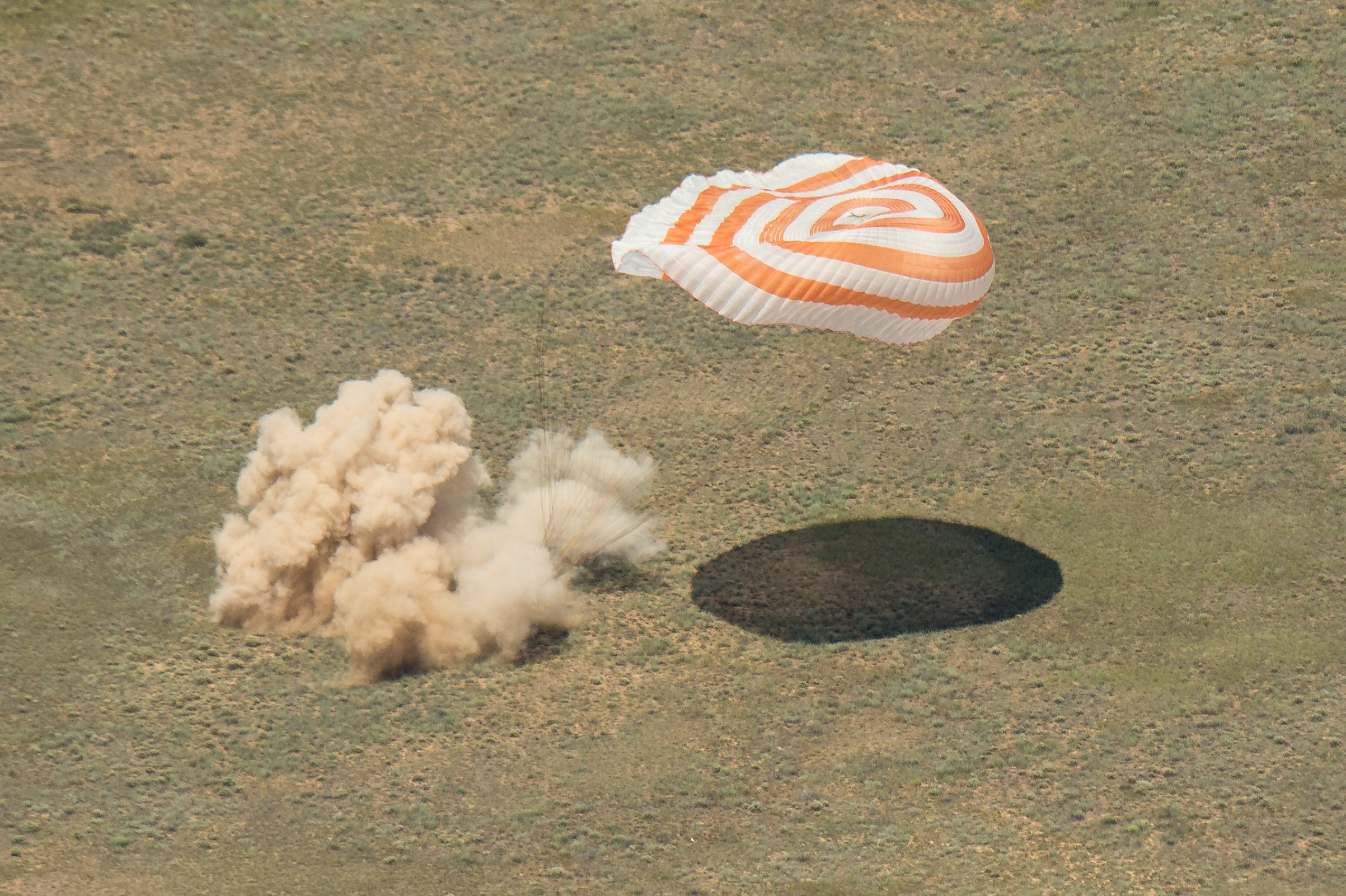
A Szojuz TMA–19M földet érésének pillanata Kazahsztánban 2016. június 18-án.
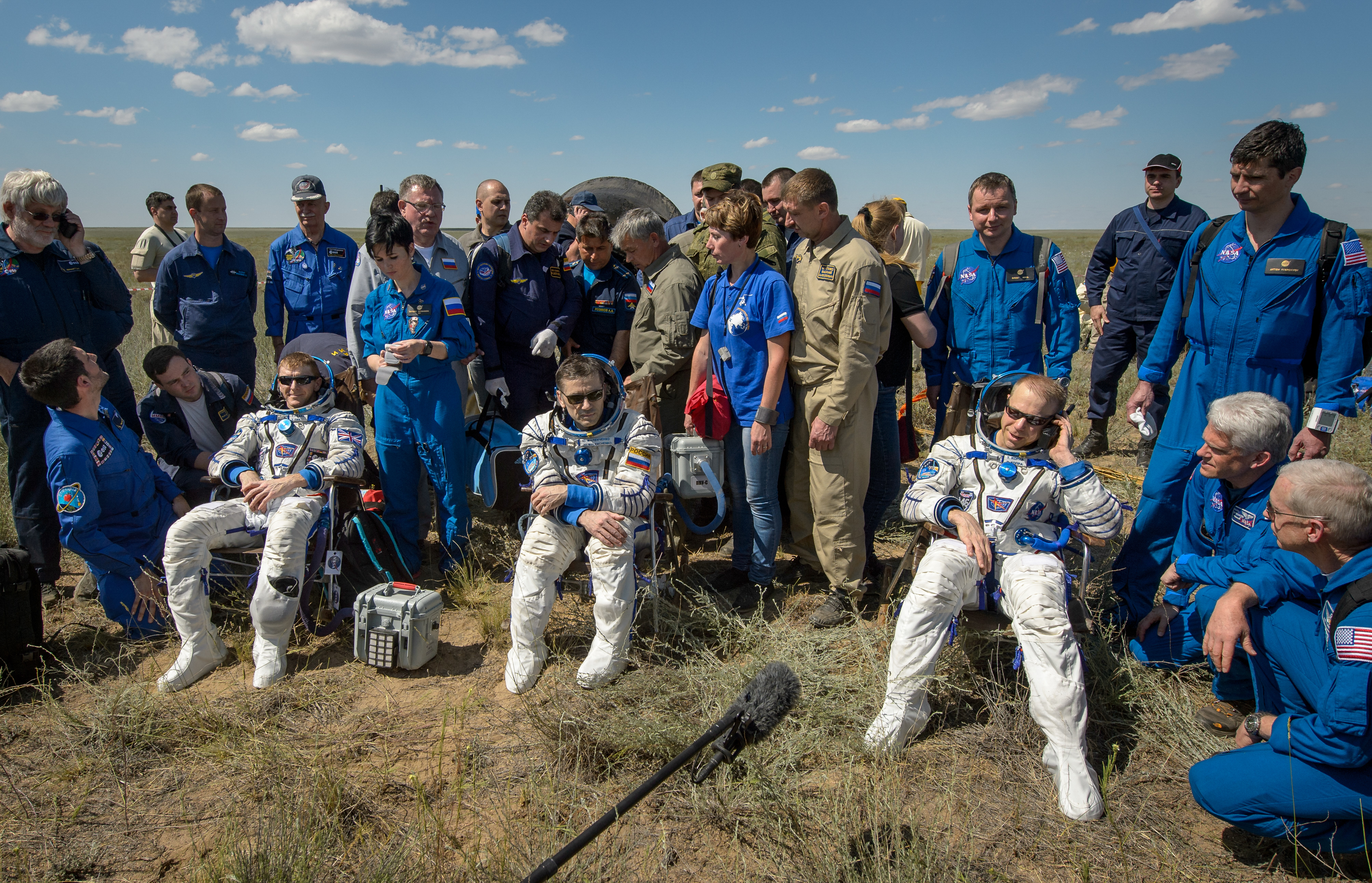
A személyzet, miután kimentették őket a visszatérő kabinból (Peake, Malencsenko és Kopra), 2016. június 18-án.